# Konstanz (Schiff, 1975)
Die Motorfähre Konstanz ist eine Autofähre auf der Fährlinie Konstanz–Meersburg auf dem Bodensee. Sie verkehrt wie ihr 1980 in Dienst gestelltes Schwesterschiff Meersburg im Liniendienst zwischen Konstanz-Staad und Meersburg.
Die Konstanz wurde am 27. März 1975 als Ersatz für die aus dem Jahr 1939 stammende Meersburg in Dienst gestellt. Sie ist das vierte Fährschiff auf dem Bodensee, das den Namen der badischen Stadt trägt. Die Fähre wurde im Winter 2002/2003 modernisiert.

## Geschichte
In den 1960er Jahren reagierten die Stadtwerke Konstanz mit modern ausgerüsteten Schiffen (Thurgau-Klasse) und ab 1970 mit Nachtbetrieb auf die stetig anwachsenden Verkehrsströme. Zwei verkehrspolitische Themen prägten in den 1970ern verstärkt die Diskussionen vor allem in der westlichen Bodenseeregion: Einerseits die geplante Autobahn A 81 von Stuttgart nach Singen mit einer Anschlussoption nach Konstanz und einer Verbindung zur geplanten Autobahn München – Lindau durch das nördliche Bodensee-Hinterland. Andererseits ein Tunnel unter oder eine (Schwimm-)Brücke über den Überlinger See nach Konstanz. Beide Entwürfe stellten unwägbare Risiken für den Fährbetrieb dar, vor allem die Tunnel/Brücken-Variante. Die Stadtwerke Konstanz wollten sich nicht auf ein Scheitern der Pläne aus Umwelt- und/oder Kostengründen verlassen und reagierten mit Kapazitätssteigerung. Dazu wurde ein neuer Schiffstyp von 68 Meter Länge für 54 PKW entwickelt. Die erste Großraumfähre dieses Typs war 1975 die neue Konstanz. 1980 folgte die Meersburg und 1993 die Kreuzlingen; noch größere Einheiten befanden sich bereits in Planung. Voraussetzung, dass die größere Ladekapazität zu mehr Effizienz führen würde, war eine schnellere Be- und Entladung mittels breiterer Landebrücken in den Fährhäfen Staad und Meersburg. Aber nicht nur die Kapazität für Fahrzeuge wurde gesteigert, sondern auch die für Passagiere mit und ohne Fahrräder erhöhte sich von 600 auf 700. Zur Komfort- und Erlebnissteigerung trugen auch ein Bistro-Restaurant und großzügige Sitzmöglichkeiten im Freien bei.